# Helius (Helius) subobsoletus
Helius (Helius) subobsoletus is een tweevleugelige uit de familie steltmuggen (Limoniidae). De soort komt voor in het Afrotropisch gebied.